# Gnaeus Hosidius Geta
Gaius of Gnaeus Hosidius Geta (ca. 20 - na 95) was een Romeinse senator en generaal die leefde in de 1e eeuw. Geta was praetor voor 42. In 42 werd hij commandant van een legioen, waarschijnlijk de Legio IX Hispana. Twee van zijn campagnes worden verteld door de geschiedschrijver Lucius Cassius Dio. De campagnes werden geleid door Gaius Suetonius Paulinus.

## Verovering van Mauretania
Beiden kregen de opdracht, de opstand in de provincia Africa neer te slaan. In 42 na Chr. achtervolgde Geta, Sabalus, een leider van de Mauri, de woestijn in. Hij verzamelde zoveel water als hij maar dragen kon, maar Sabalus' troepen waren meer gewend aan de omstandigheden en het water van het legioen begon op te raken. Een inwoner, bevriend met de Romeinen overtuigde Geta van het uitvoeren van een regenritueel dat door zijn volk werd gebruikt en de regen begon te vallen. De dorst van de Romeinen was gelest en de Mauri, die de hemel open zagen gaan en hun vijanden ter hulp kwam, gaven zich over.

## Verovering van Britannia
Geta en zijn legioen maakten deel uit van de Romeinse verovering van Britannia, geleid door Aulus Plautius, in 43. Geta werd bijna gevangen genomen in de Slag bij Medway in het begin van de campagne, maar hij kon de situatie keren en zorgde voor een Romeinse overwinning. Hiervoor kreeg hij de ornamenta triomfalia, wat ongebruikelijk was, omdat hij nog geen Consul was geweest. Hij werd Legatus in Britannia rond 45. Een inscriptie gevonden in Rome onthult dat hij Suffect Consul werd in 49.